# Decimoséptima Enmienda a la Constitución de los Estados Unidos
La Decimoséptima Enmienda a la Constitución de los Estados Unidos (Enmienda XVII) establece la elección directa del Senado de Estados Unidos por votación popular. La enmienda sustituye el Artículo I, Sección 3, Cláusulas 1 y 2 de la constitución, bajo las cuales el Senado era elegido por las Legislaturas Estatales. También altera el método de llenado de vacantes en el Senado, para que sea consistente con el método de elección. Fue adoptada en abril de 1913.

## Texto
The Senate of the United States shall be composed of two Senators from each State, elected by the people thereof, for six years; and each Senator shall have one vote. The electors in each State shall have the qualifications requisite for electors of the most numerous branch of the State legislatures.

When vacancies happen in the representation of any State in the Senate, the executive authority of such State shall issue writs of election to fill such vacancies: Provided, That the legislature of any State may empower the executive thereof to make temporary appointments until the people fill the vacancies by election as the legislature may direct.

This amendment shall not be so construed as to affect the election or term of any Senator chosen before it becomes valid as part of the Constitution.

El Senado de los Estados Unidos se compondrá de dos senadores por cada Estado, elegidos por los habitantes del mismo por seis años, y cada senador dispondrá de un voto. Los electores de cada Estado deberán poseer las condiciones requeridas para los electores de la rama más numerosa de la legislatura local.

Cuando ocurran vacantes en la representación de cualquier Estado en el Senado, la autoridad ejecutiva de aquel expedirá un decreto en que convocará a elecciones con el objeto de cubrir dichas vacantes, en la inteligencia de que la legislatura de cualquier Estado puede autorizar a su Ejecutivo a hacer un nombramiento provisional hasta tanto que las vacantes se cubrán mediante elecciones populares en la forma que disponga la legislatura.
 
No deberá entenderse que esta enmienda influye sobre la elección o período de cualquier senador elegido antes de que adquiera validez como parte integrante de la Constitución.

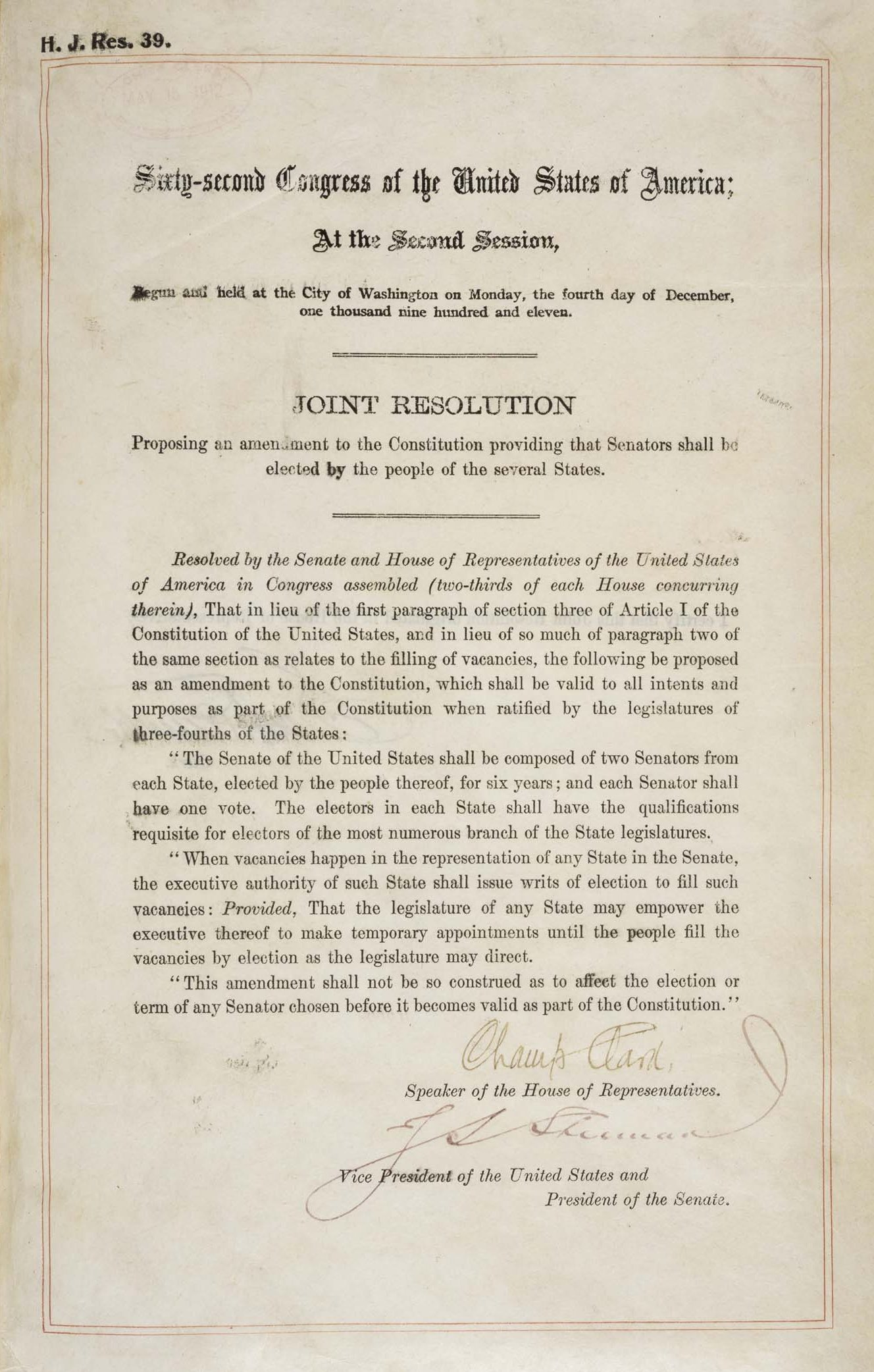
Enmienda XVII